# Westenburg (geslacht)
Westenburg is de naam van een welgesteld Nederlands geslacht dat uit de Nederlandse stad Amsterdam stamt. Het geslacht bracht en brengt voornamelijk kunstenaars makelaars, medici, onderwijzers en predikanten voort.
Gegevens over het geslacht Westenburg gaan terug tot en met de zeventiende eeuw. De stamvader van het geslacht is de in Amsterdam geboren Fredrick Westenburgh; hij liet tussen 1659 en 1672 zeven kinderen te Amsterdam luthers dopen. In de achttiende eeuw werden de leden van het geslacht Nederlands hervormd. In de loop der eeuwen spreiden leden van het geslacht zich verder uit over de rest van Nederland.

## Bekende leden
Bekende leden van het geslacht Westenburg zijn onder meer:
- Dirk Jan Frederik Westenburg (1878-1939), predikant te Asch en Blokzijl;[2][3]
- Gerardus Bartholomeus Westenburg (1887-1960), predikant te Rotterdam, Den Haag en Nijkerk;[2][4][5]
- Lies Westenburg (1922-2004), beeldend kunstenaar, cameraman en televisieregisseur;
- Marius Westenburg (1887-1980), arts.[6]